# 勃兰登堡州议会
勃蘭登堡州議會（德語：Landtag Brandenburg）是德國勃蘭登堡州的一院制立法機構。其88名議員通常每5年選舉一次。
它負責決定州法律，控制州政府和公共行政，決定預算並選舉主席團、州憲法法官、州審計院成員和部長。
2019年9月1日舉行了第七屆議會選舉。六個政黨設法獲得了代表權。社會民主黨(SPD)成為州議會中最大的政黨，擁有25個席位，其次是德國另類選擇(AfD)擁有23個席位，基督教民主聯盟(CDU)擁有15個席位，聯盟/綠黨和左翼擁有各10個席位，勃蘭登堡聯合公民運動/自由選民(BVB/FW)贏得5個席位。
1946年在蘇聯佔領區舉行了第一屆勃蘭登堡州議會的選舉。第二屆議會的組成是在1950年大選前確定的。這個州議會一直存在到1952年。自重新統一後勃蘭登堡州重建以來，它一直以現在的形式存在。自1990年大選以來，社民黨一直是第一大黨，並參與了所有州政府，至今該州的所有部長級主席都來自社民黨。該辦公室自2013年8月28日起由迪特馬爾·沃伊德克擔任。